# Hall J. Kelley

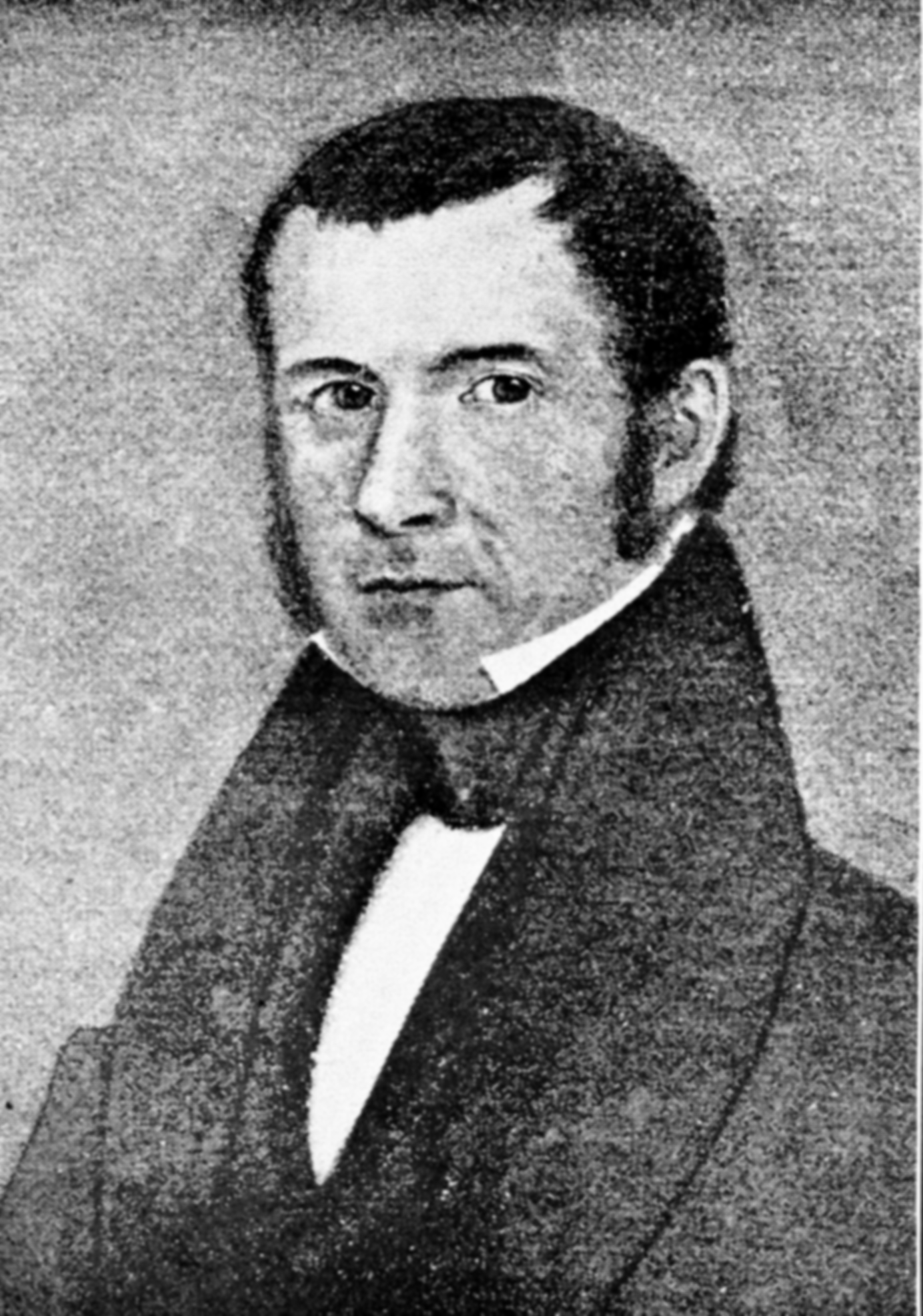
Hall J. Kelley

Hall Jackson Kelley (* 24. Februar 1790 in Northwood, New Hampshire, USA; † 20. Januar 1874 in Massachusetts, USA) war ein US-amerikanischer Schriftsteller und Lehrer, der für seinen Einsatz für die US-amerikanische Besiedlung des Oregon Country in den 1820er und 1830er Jahren bekannt war. 1834 organisierte Kelley eine Expedition in das Oregon Country.

## Biografie
Hall Kelley wurde am 24. Februar 1790 in Northwood (New Hampshire) geboren. Mit 16 Jahren begann er in Hallowell (Maine) zu unterrichten. Er graduierte 1814 am Middlebury College in Vermont und absolvierte dann 1820 das Harvard College. Kelley arbeitete von 1818 bis 1823 auch als Schulleiter in Boston. Am 4. Mai 1815 heiratete er Mary Baldwin, Tochter eines Pfarrers.
Bereits 1815, nachdem Kelley über die Lewis-und-Clark-Expedition und die Expedition von Wilson Price Hunt gelesen hatte, interessierte er sich für die Besiedlung des Gebiets westlich der Rocky Mountains durch US-Amerikaner. Er versuchte 1828, eine Expedition über Land in diese Region zu organisieren, konnte aber die Mittel für die Ausstattung nicht aufbringen.
Ebenfalls 1828 überzeugte er die Regierung von Massachusetts, eine Gesellschaft zur Förderung der US-amerikanischen Besiedlung des Gebietes entlang des Columbia River zu gründen. Zu dieser Zeit stand das Oregon Country gemäß dem Londoner Vertrag von 1818 unter gemeinsamer Verwaltung der USA und Großbritanniens. Tatsächlich war das Gebiet unter der Kontrolle der britischen Hudson’s Bay Company (HBC), die die US-amerikanische Besiedlung tatkräftig behinderte.
Kelley schrieb Artikel und Texte mit dem Ziel, US-Siedler in das Oregon Country zu bringen. Dazu gehörte ein Memorandum an den Kongress der Vereinigten Staaten vom 11. Februar 1828, in dem Pläne für eine Stadt an der Mündung des Willamette River in den Columbia River dargelegt wurden (das heutige Portland in Oregon), sowie ein Vorschlag, Berge in der Kaskadenkette nach US-Präsidenten zu benennen. 1830 veröffentlichte er ein Geographical Memoir of Oregon, das die erste Karte dieses Territoriums enthielt, die jemals veröffentlicht wurde, sowie eine Anleitung für potenzielle Siedler.
Kelleys Schriften inspirierten Benjamin Bonneville zu seiner Expedition von 1832 in den Westen.

### Expedition nach Oregon
Im Jahr 1831 plante Hall Kelley, mit Nathaniel Jarvis Wyeth aus Boston eine Expedition in den Westen zu unternehmen, und sie stellten eine Gruppe von mehreren hundert Männern zusammen. Verzögerungen zwangen dazu, den Plan in letzter Minute aufzugeben. Wyeth ging 1832 ohne Kelley nach Westen, nachdem er Investoren in Boston aufgetrieben hatte.
1833 brach Kelley mit einer kleineren Gruppe in den Westen auf und reiste zuerst nach New Orleans. Die meisten Männer verließen hier die Expedition, was Kelley große persönliche Kosten verursachte. In der Hoffnung, seine Expedition retten zu können, segelte er südwärts nach Veracruz in Mexiko. Nach vielen Schwierigkeiten rekrutierte er eine Gruppe von US-Siedlern aus Monterey (Kalifornien), das damals zu Mexiko gehörte. Die Gruppe durchquerte Kalifornien, und Kelley schloss sich zusammen mit Joseph Gale der Gruppe des Händlers Ewing Young an. Letzterer zog mit Unterstützung des Missionars Jason Lee in das Oregon Country.
Kelley reiste 1834 mit der Young-Gruppe auf Pferden nach Norden. Unterwegs erkrankte er an Malaria, als er bei den Coquille im Tal des Umpqua River in der Nähe des heutigen Roseburg (Oregon) war. Er wurde von Michel LaFramboise gerettet, einem Angestellten der HBC in Fort Umpqua in der Nähe des heutigen Tyee.
Kelley und die Gruppe kamen am 27. Oktober 1834 am Columbia River an. John McLoughlin, Chef der HBC-Niederlassung in Fort Vancouver, forderte sie auf, die Region zu verlassen. Nachdem Kelley sich erholt hatte, verschaffte McLoughlin ihm 1835 die Überfahrt nach Hawaii. Dort fand Kelley ein Schiff, das ihn nach Boston brachte.
Kelley schrieb weiterhin Zeitungsartikel und Memoranden auf der Grundlage seiner Reise, die die Amerikaner ermutigten, sich in Oregon niederzulassen. Am 16. Februar 1839 wurde dem Kongress der Vereinigten Staaten ein Bericht über die Region vorgelegt. Kelleys Bericht enthielt eine Karte, die das „Territorium von Oregon“ zeigte und im „United States Bureau of Topographical Engineers“ 1838 erstellt worden war. Kelley ersuchte den Kongress 1851 erfolglos um Erstattung seiner Ausgaben für die Reise von 1834.

### Spätere Jahre
Kelley verbrachte seine späteren Jahre in Three Rivers (Massachusetts). 1868 schrieb er A History of the Settlement of Oregon and of the Interior of Upper California, and of Persecutions and Afflictions of Forty Years’ Continuance endured by the Author („Eine Geschichte der Besiedlung von Oregon und des Inneren von Oberkalifornien, sowie der Verfolgungen und Leiden, die der Autor in 40 Jahren erdulden musste“). Hall Jackson Kelley starb am 20. Januar 1874 im Alter von 83 Jahren in Massachusetts. Er wurde in Palmer beigesetzt.

## Nachwirkung
Kelley Point und Kelley Point Park am Zusammenfluss der Flüsse Willamette und Columbia in Portland, Oregon, sind nach Hall J. Kelley benannt.
In den frühen 1830er Jahren leitete Kelley eine Kampagne zur Umbenennung der Kaskadenkette in Presidents Range, wobei jeder größere Gipfel nach einem ehemaligen Präsidenten der Vereinigten Staaten benannt werden sollte. Kelley beabsichtigte, Mount Hood zu Ehren von John Adams in Mount Adams umzubenennen. Ein Kartograph platzierte den Namen „Mount Adams“ irrtümlich etwa 64 km nördlich des Mount Hood, östlich des Mount St. Helens. Zufällig gab es dort einen Berg ohne offiziellem US-Namen; er wurde als Mount Adams bekannt, trotz des Scheiterns von Kelleys Plan, das gesamte Gebirge umzubenennen.